# Тулбуреа Валени (Прахова)
Тулбуреа Валени (рум. Tulburea Văleni) насеље је у Румунији у округу Прахова у општини Предеал-Сарари. Oпштина се налази на надморској висини од 414 m.

## Становништво
Према подацима из 2002. године у насељу је живело 48 становника, од којих су сви румунске националности.